# Vysoká škola ekonomická ve Stockholmu
Vysoká škola ekonomická ve Stockholmu (švédsky Handelshögskolan i Stockholm (HHS), anglicky Stockholm School of Economics (SSE)) je švédská soukromá vysoká škola.
Jako nejstarší vysoká škola ekonomického zaměření byla založena ve Stockholmu v roce 1909. Podle údajů školy je financována z 80 % ze soukromých prostředků a z 20 % z veřejných.
Škola má sídlo na ulici Sveavägen 65, ve stockholmské čtvrti Vasastan. Její hlavní budovu, postavenou v roce 1925, navrhl architekt Ivar Tengbom po vzoru italských renesančních zámků.